# هجوم فاردار
هجوم فاردار (البلغارية: Офанзива при Вардар) كانت عملية عسكرية خلال الحرب العالمية الأولى، نشبت بين 15 و29 سبتمبر 1918. وقعت العملية خلال المرحلة الأخيرة من حملة البلقان. في 15 سبتمبر، هاجمت قوة مشتركة من القوات الصربية والفرنسية واليونانية الخنادق التي كانت تحت سيطرة البلغاريين في دوبرو بول ("الحقل الصالح")، التي كانت آنذاك جزءًا من صربيا (مقدونيا الشمالية حاليًا). كان للهجوم وما سبقه من قصف مدفعي آثار مدمرة على الروح المعنوية البلغارية، مما أدى في النهاية إلى فرار جماعي.
في 18 سبتمبر، هاجم تشكيل ثانٍ من قوات الوفاق المواقع البلغارية قرب بحيرة دويران. باستخدام نيران الرشاشات والمدفعية، نجح البلغار في عرقلة تقدم الحلفاء في قطاع دويران. إلا أن انهيار الجبهة في دوبرو بول أجبر البلغار على الانسحاب من دويران. طارد الحلفاء الجيش الألماني الحادي عشر والجيش البلغاري الأول، بينما توغلوا في عمق فاردار مقدونيا . وبحلول 29 سبتمبر، استولى الحلفاء على المقر السابق في سكوبيه، مما عرض فلول الجيش الحادي عشر للخطر.
أجبر التطور المتوازي لتمرد رادومير المناهض للملكية بلغاريا على توقيع هدنة سالونيك والانسحاب من الحرب. تضمنت المعاهدة الاستسلام الكامل للجيش الحادي عشر، ليصل العدد النهائي للأسرى البلغاريين والألمان إلى 77,000، ومنح الحلفاء 500 قطعة مدفعية. قلب سقوط بلغاريا الموازين الاستراتيجية والعملياتية للحرب ضد دول المركز. وانتهت الجبهة المقدونية ظهر يوم 30 سبتمبر، مع دخول وقف إطلاق النار حيز التنفيذ.

## مقدمة

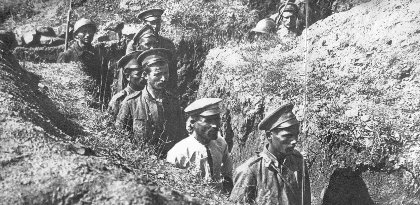
أسرى الحرب البلغاريون أسروا في سكرا

أدى اغتيال ولي عهد النمسا والمجر، الأرشيدوق فرانز فرديناند، في 28 يونيو 1914، إلى إعلان النمسا والمجر الحرب على صربيا. وسرعان ما اجتذب الصراع جميع الدول الأوروبية الكبرى، مما وضع دول المركز في مواجهة تحالف الوفاق، وأشعل فتيل الحرب العالمية الأولى.   
هُزمت صربيا خلال مرحلة خريف عام 1915 من الحملة الصربية، مما دفع فرنسا وبريطانيا إلى نقل قواتهما من حملة جاليبولي إلى مقدونيا اليونانية. وهكذا، أُنشئت الجبهة المقدونية في محاولة لدعم فلول الجيش الصربي لغزو مقدونيا الشمالية. 
في 17 أغسطس 1916، غزت بلغاريا اليونان في هجوم ستروما، واستولت بسهولة على جميع الأراضي اليونانية الواقعة شرق ستروما، حيث أمر الملك قسطنطين الموالي لألمانيا الجيش اليوناني بعدم المقاومة. كان استسلام الأراضي التي تم كسبها بصعوبة مؤخرًا في حرب البلقان الثانية عام 1913 هو القشة الأخيرة للعديد من مؤيدي السياسي من الحزب الليبرالي إلفثيريوس فينيزيلوس. وبمساعدة الحلفاء، شنوا انقلابًا أمّن سالونيك ومعظم مقدونيا اليونانية، مما تسبب في الانشقاق الوطني. في يونيو 1917، سيطر الفينيزيليون بشكل كامل على البلاد، وأعلنوا على الفور الحرب على القوى المركزية وانضموا إلى جيش الحلفاء في الشرق الذي يعمل على جبهة البلقان. أدى دخول اليونان في الحرب إلى جانب التعزيزات المكونة من 24 فرقة التي تلقاها الجيش في ربيع العام نفسه إلى خلق ميزة استراتيجية للوفاق. 
في يوم 30 مايو 1918، شن الحلفاء هجومًا على نتوء سكرا المحصن بشدة، مما أدى إلى بدء معركة سكرا دي ليجين. وباستخدام غطاء المدفعية الثقيلة، قامت قوة فرنسية يونانية بدفع سريع إلى خنادق العدو، واستولت على سكرا ونظام التحصينات المحيط بها. وبلغت الخسائر اليونانية 434-440 قتيلاً في المعركة، و154-164 مفقودًا في المعركة و1974-2220 جريحًا، وخسرت فرنسا ما يقرب من 150 رجلاً بين قتيل وجريح. وأصبح ما مجموعه 1782 جنديًا من القوى المركزية أسير حرب، بما في ذلك عدد صغير من المهندسين الألمان ومتخصصي المدفعية الذين خدموا في الوحدات البلغارية؛ كما سقطت كميات كبيرة من المعدات العسكرية في أيدي دول الوفاق. وظلت خطة الهجوم المضاد البلغاري ضد سكرا دون تنفيذ حيث رفض الجنود البلغار المشاركة في العملية. استغلت الصحافة اليونانية والفرنسية الفرصة للإشادة بجهود الجيش اليوناني، مما أثر بشكل إيجابي على التعبئة اليونانية.   
دفع سقوط سكرا رئيس الوزراء البلغاري فاسيل رادوسلافوف إلى الاستقالة في 21 يونيو 1918. وتولى ألكسندر مالينوف منصبه فورًا بعد ذلك، وسعى إلى مفاوضات سرية مع بريطانيا، عارضًا خروج بلغاريا من الحرب بشرط احتفاظها بشرق مقدونيا بالكامل. إلا أن رئيس الوزراء البريطاني ديفيد لويد جورج رفض الاقتراح، مؤكدًا للسفير اليوناني في لندن يوانيس جيناديوس أن بريطانيا لن تتصرف ضد المصالح اليونانية. 
في أواخر يوليو عام 1918، أرسل القائد العام البلغاري نيكولا زيكوف رسالة إلى المشير الألماني بول فون هيندنبورغ بشأن هجومٍ مُشاع من قِبل دول الوفاق، مُفصّلاً عجز بلغاريا عن الدفاع بشكلٍ كافٍ عن منطقة فاردار من الجبهة. طلب زيكوف من ألمانيا تعزيز جبهة البلقان فورًا، مُلمّحًا إلى أن النمسا والمجر ستُطالب أيضًا بتعزيز مواقعها في ألبانيا. في ١٧ أغسطس، تعهّد هيندنبورغ بتقديم الدعم لبلغاريا حالما يسمح الوضع على الجبهة الأخرى بذلك. كما تجلّى تردد هيندنبورغ في دعم بلغاريا بإعادة نشر آخر كتيبة "ياغر" الألمانية المتمركزة في مقدونيا إلى ألمانيا في أوائل سبتمبر. 
قرر البلغار، باستخدام معلومات من أسرى الحرب الهاربين، أن قوات الوفاق ستشارك في أعمال عدائية غرب بحيرة أوهريد، في موناستير، أو دوبرو بول أو هومان. في 27 أغسطس، صدرت الأوامر للفرقتين البلغاريتين الثانية والثالثة المتمركزتين في دوبرو بول بإجراء استعدادات طارئة، حيث أشارت أدلة جديدة إلى هجوم أمامي على دوبرو بول إلى جانب هجوم ثانوي على هومان. بحلول 7 سبتمبر، تم تعزيز دوبرو بول بسرية مدافع رشاشة واحدة وست كتائب مشاة وعشر مدافع هاوتزر ثقيلة، ثم صرح رئيس مجموعة جيوش شولتز الجنرال فريدريش فون شولتز أن التدابير الدفاعية جعلت الدفاع عن الجبهة ممكنًا. فشل شولتز في مراعاة رحيل رئيس الأركان البلغاري نيكولا زيكوف واستبداله لاحقًا بجورجي تودوروف. كما عانى الجنود البلغاريون الذين رفضوا المشاركة في أعمال التحصين من العصيان والهروب على نطاق واسع؛ ساهمت الحصص الغذائية السيئة والإرهاق في انخفاض الروح المعنوية. 
قبل يوم من هجوم الوفاق، وضع الجنرال لويس فرانشيه ديسبيري الخطة النهائية للعملية. تألفت المرحلة الأولى من هجوم فرنسي صربي مشترك على مواقع الفرقتين البلغاريتين الثانية والثالثة، وكان من المتوقع أن يُحدث ذلك خرقًا لخط المواجهة في منطقة دوبرو بول، مع تهديد خطوط الإمداد البلغارية على نهر فاردار. سيطرت قمة دوبرو بول ("الحقل الجيد") التي يبلغ ارتفاعها 1875 مترًا على المنطقة، مما وفر نقاط مراقبة ممتازة للمدافعين. كانت دوبرو بول محاطة بنظام خنادق متطور، مما جعل المنطقة، بالإضافة إلى وعورة تضاريسها، غير صالحة للنقل بالعجلات. مع ذلك  كانت دوبرو بول أكثر انخفاضًا وأقل انحدارًا من الجبال في أجزاء أخرى من الجبهة التي بلغ متوسط ارتفاعها 2,000 متر (6,600 قدم).  
ستهاجم قوة أنجلو-فرنسية-يونانية ثانية الجيش البلغاري الأول بين نهر فاردار وبحيرة دويران، مما يمنعه من تشكيل مواقع دفاعية جديدة في المنطقة. سيسمح التقدم الأولي لجيش الشرق بالتقدم لدعم وحدات أخرى أولاً إلى بريليب وديسما وبوران. في غضون ذلك، ستضرب قوة أنجلو-يونانية جبل بيلاسيكا ، محتلة ممر روبل . كان قطاع دويران قد تعرض سابقًا لهجومين رئيسيين من قبل الوفاق المعروفين باسم معركة دويران الأولى (أغسطس 1916) ومعركة دويران الثانية (أبريل - مايو 1917). انتهى كلا الاشتباكين بانتصارات بلغارية حاسمة، مما أجبر الحلفاء على الحد من عملياتهم إلى غارات صغيرة ونيران مزعجة. بين عامي 1916 ويوليو 1918، خضعت الدفاعات البلغارية حول دويران لفترة من إعادة التنظيم الكبيرة تحت الإشراف الشخصي للجنرال فلاديمير فازوف. قُسِّم القطاع إلى منطقتين دفاعيتين بطول 14 كيلومترًا (8.7 ميل)، تحميهما فرقة الجبال وفرقة المشاة التاسعة على التوالي. أنشأت بلغاريا مواقع أمنية قتالية على بُعد كيلومترين (1.2 ميل) من خنادق العدو، مع تعزيز دفاعات جبلي دوب وكالا تيبي المهيمنين. وكما هو الحال في دوبرو بول، تألفت الدفاعات من سلسلة من الخنادق الداعمة لبعضها البعض، مع مراكز مراقبة مدمجة، ومواقع رشاشات، وقطع مدفعية.   
توقع ديسبيري أن يسير جيش الحلفاء في الشرق عبر مدن ديمير حصار وروبيل وبيتريشي وبلاغوسا وغراديتش وشتيب وبيليسا ليسيطر أخيرًا على سكوبيه. ستمنع الوحدات المتمركزة في كاتسانيا وتيتوفو مناورة التفاف بلغارية، بينما سيوسع الجزء الرئيسي من القوة الثغرة في كل من شتيب وبريليب. في حالة انهيار الجبهة بين دوبرو بول وتزينا، سيتم إما القضاء على الجيش البلغاري الأول والجيش الألماني الحادي عشر  أو، في ظروف أقل ملاءمة، تنفيذ انسحاب منظم إلى خط دفاعي جديد على نهر كرنا. كان من المقرر منع مثل هذا التراجع من خلال هجوم سريع ومخترق على غرادسكو ودرين بلانينا وفيسوكا.  

## هجوم

### معركة دوبرو بول

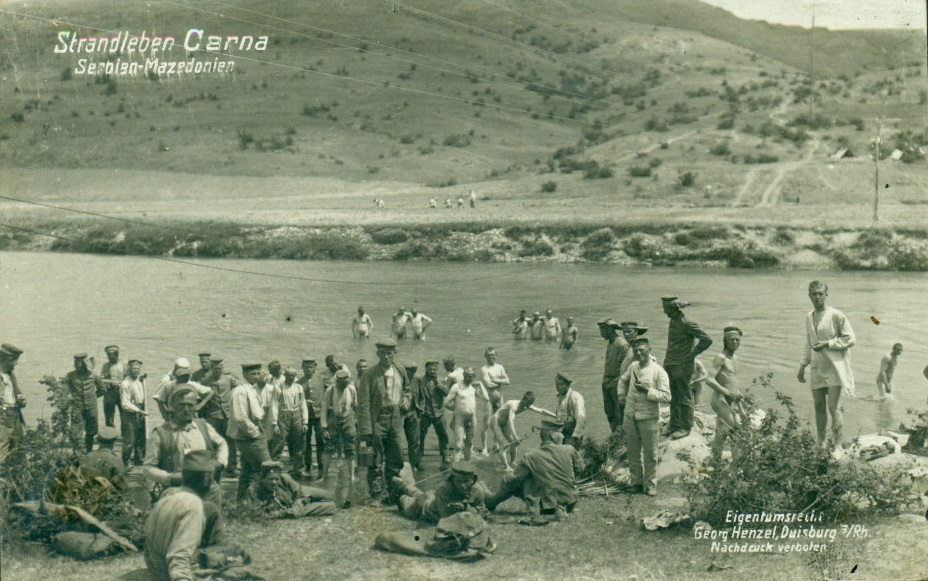
جنود ألمان يستحمون في نهر كرنا عام 1918

في الساعة الثامنة صباحًا من يوم 14 سبتمبر 1918، بدأت قوات الوفاق قصفًا مدفعيًا بـ 566 مدفعًا على مواقع العدو. كما قصفت طائراتهم مواقع العدو وهاجمت رتلًا من 250 شاحنة متجهًا نحو كوزجاك. في اليوم نفسه، أرسل شولتز برقية إلى هيندنبورغ تفيد بأن 
... تشير جميع الدلائل إلى أن هجومًا للعدو سيستهدف الجيش الحادي عشر على جانبي فاردار وكذلك دوبرو بول....

لم تحاول القيادة البلغارية العليا شن هجوم مُدمر لافتقارها إلى المركبات وحيوانات الحمل اللازمة. لم يُسفر القصف عن خسائر بشرية تُذكر، ولكنه أثّر بشدة على الروح القتالية البلغارية. في الليلة الواقعة بين 14 و15 سبتمبر، أفادت الدوريات الفرنسية الصربية أن القصف المدفعي ألحق أضرارًا كافية بالأسلاك الشائكة الفاصلة بين الخنادق. 
في الساعة 5:30 صباحًا يوم 15 سبتمبر، ضربت الفرقتان الفرنسيتان 122 و17 (الاستعمارية) سوكول ودوبرو بول وكرافيتسكي كامين وكرافيتسا بينما هاجمت فرقة شوماديا الصربية كامين وفيتيرنيك. عملت فرقة الأرخبيل اليونانية والفرقة الثالثة والفرقة الرابعة تحت قيادة باناجيوتيس جارجاليديس كحلقة وصل بين القوات الصربية والفرنسية دون الدخول في قتال. تسبب الهجوم على الفور في موجة من الفرار الجماعي بين الوحدات البلغارية؛ لم يتمكن جنود المشاة وأسراب المدفعية المتبقية من الصمود في مواقعهم. خلال سير المعركة، انقسمت الفرقة 122 إلى عمودين وتكبدت خسائر فادحة. تمكن العمود الأيسر من الوصول إلى موقع يقع على بعد 50 مترًا (160 قدمًا) من سوكول في الساعة 6:30 صباحًا واستولت على القمة في نهاية اليوم. في الساعة الرابعة مساءً، استولى الصف الأيمن على دوبرو بول بعد اقتحامه قطاعًا من التضاريس شديدة الانحدار بطول 200 متر (660 قدمًا). وفي الساعة السابعة صباحًا، استولت الفرقة السابعة عشرة على كرافيتسا، وقمعت آخر بوادر المقاومة.   
حاول فوجان فرنسيان يونانيان اقتحام زبورسكو ولكن تم صدهما في الهجوم المضاد الذي أعقب ذلك، حيث سهلت جيوب المقاومة القوية بين نهري سوسنيتسا وبيجروت دفاعها. ثم ركزت الوحدات اليونانية على سوسنيتسا التي أدى سقوطها إلى خلق ثغرة في العمق البلغاري ودفع الوحدات المحيطة إلى الفرار. وباستخدام المنحدرات المتفرقة كغطاء، استولى جنود فرقة شوماديا على فيتيرنيك وكاميني والجزء الغربي من سلسلة جبال قريبة بصعوبة كبيرة. نجحت عناصر من نفس الوحدة في تطويق كرافيتسكي كاميني بينما كانت الفرقة 17 منخرطة في هجوم أمامي. وفي الساعة 16:00، فشل هجوم الجيش الصربي الأول على سوكول في تحقيق النتائج المرجوة. ونجح هجوم في وقت لاحق من تلك الليلة في تأمين القمة. ثم صدرت أوامر للفرقتين الفرنسيتين بالبقاء في موقعهما بينما تقدمت فرقتي تيموك واليوغوسلافية الصربية إلى الأمام. بحلول نهاية اليوم، خسرت بلغاريا ما يقارب 40-50% من إجمالي 12,000 جندي شاركوا في المعركة، بما في ذلك 3,000 أسير حرب، و2,689 قتيلاً، و50 من أصل 158 قطعة مدفعية. أما خسائر قوات الوفاق، فبلغت 1,700 فرنسي و200 صربي قُتلوا أثناء المعارك.     
في صباح يوم 16 سبتمبر، اجتاح الصرب سلسلة جبال كوزجاك وقمة غولو بيلو. وانضم إليهم الفوج اليوناني الخامس والثلاثون الذي عبر نهر بورووي وسار لاحقًا نحو توبوليتس. وفي الساعة 11:00 صباحًا، اقتحمت الوحدات الفرنسية اليونانية زبورسكو للمرة الثانية وقابلتها نيران المدفعية الثقيلة والرشاشات. وصُد الهجوم بخسارة 158 يونانيًا ونفس العدد تقريبًا من أرواح الفرنسيين وتوقفت محاولات الاستيلاء على المنطقة. نفذ الجيش الأول بقيادة جيفوين ميشيتش وجيش الشرق هجومًا ليليًا على منطقة غراديسنيتسا المحصنة، مما أدى إلى قمع المدافعين. انتقلت مجموعة الفرقة الأولى إلى موقع على نهر بورووي شمال براهوفو بالاشتراك مع فرقة تيموك. بحلول ليلة 16 سبتمبر، اتسعت الفجوة فيما كان يُشكل سابقًا خط المواجهة إلى 25 كيلومترًا (16 ميلًا) عرضًا و7 كيلومترات (4.3 ميلًا) عمقًا. أمرت قيادة الحلفاء سلاحها الجوي بمواصلة مهاجمة جميع الجسور على نهر فاردار.  
في الساعة الرابعة من صباح يوم 17 سبتمبر، أغارت الوحدات اليونانية التابعة لمجموعة الفرقة الأولى على جبل بريسلاب، وهو موقع رئيسي يضم المدفعية البلغارية. نزل اليونانيون بسرعة من غولو بيلو، ثم بدأوا بتسلق منحدرات بريسلاب بأيديهم العارية. شرعت حامية بريسلاب في التخلي عن مواقعها والتراجع شرقًا. بعد أن فقدت قواتها غطاء المدفعية في زبورسكو، تبعت رفاقها في التراجع. غزت فرقة تيموك توبوليتس وتقدمت نحو ستودينا فودا وبريسلاب، بينما اجتاحت فرقتا مورافا واليوغوسلافية كوتسكوف كامين. في الوقت نفسه، استولت فرقتا درينا والدانوب على غرادشنيكا، بالإضافة إلى قمتي بولتسيستا وبيسيستسا، ثم توقفتا عند ميلينيتسا.  
في يوم 18 سبتمبر، احتلت الفرقة الاستعمارية الفرنسية الحادية عشرة والفوج اليوناني السادس قرى زوفيك وستارافينا وسيبرين، واقتربت من جسر دير سيبرين على كرنا. دمرت غارة جوية للوفاق جسرًا آخر شمال رازيم بك. فشلت القوات البلغارية في وقف هجوم الحلفاء، وتخلت عن جرحاها وكميات كبيرة من المعدات العسكرية. وبحلول نهاية اليوم، تقدمت قوات الحلفاء 15 كيلومترًا (9.3 ميل) داخل أراضي العدو بينما استولت أيضًا على مواقع ذات أهمية استراتيجية من شأنها أن تمكنهم لاحقًا من مواصلة التقدم بشكل أعمق في فاردار مقدونيا.  

### معركة دويران
في 16 سبتمبر، شنّ الحلفاء قصفًا مدفعيًا بـ 232 مدفعًا و24 مدفع هاوتزر على المواقع البلغارية بين فاردار ودويران. ردّت بلغاريا بالمثل، واستمرّ القصف المدفعي خلال اليومين التاليين. في ليلة 17-18 سبتمبر، استُهدفت المواقع البلغارية بتسع رشقات من قذائف الغاز، إلا أن الهجوم لم يُحدث أي تأثير يُذكر نظرًا لوصول أقنعة غاز جديدة مؤخرًا وتدريبات على الدفاع الكيميائي. 
في الساعة الخامسة من صباح يوم 18 سبتمبر، نفّذ الفيلق البريطاني الثاني عشر مناورة كماشة على الفرقة البلغارية التاسعة، بينما هاجمت فرقة سيريس اليونانية واللواء البريطاني الثالث والثمانون الخنادق البلغارية غربًا، وأسرت العديد من الجنود. وفي الاتجاه الشمالي الشرقي، تقدمت فرقة كريت والفرقة البريطانية الثامنة والعشرون بين البحيرة وبلاسيكا، بعد تطهير خط البؤرة الاستيطانية البلغارية. استولت الفرقة البريطانية السادسة والعشرون على عدد من البؤر الاستيطانية البلغارية، لكن سرعان ما صُدّت بنيران المدفعية الثقيلة والهجمات المضادة التي استعادت الأراضي المفقودة. ولم يكن ذلك إلا في الساعة السابعة والعشرون. في الساعة 10:00 صباحًا، تمكنت فرقة سيريس من تحقيق مكاسب محدودة على الأجنحة بعد أن تكبدت خسائر فادحة وفقدت زخمها. في هذه الأثناء، سيطرت الفرقة البريطانية الثانية والعشرون على خندقين مركزيين. بدعم من نيران المدفعية والرشاشات المركزة، صدّ اللواء البلغاري الثالث قوات الحلفاء. وبحلول نهاية اليوم، كانت قوات الوفاق قد عادت إلى نقطة انطلاقها، بعد أن فقد اللواء البريطاني السابع والستون 65% من جنوده.    
استؤنف الهجوم في الساعة 4.00 صباحًا يوم 19 سبتمبر بعد ليلة من القصف العنيف. وشارك في العملية اللواءان البريطانيان 77 و65، وفوج الزواف الفرنسي 2/2.  إلى جانب فرقتي سيريس واليونانية الرابعة عشرة. وبعد خمس ساعات من القتال العنيف، تمكن الحلفاء من اجتياح بلدة دويران وجبل كالا تيبي وتيتون هيل، مع بقاء سلسلة جبال بيب وجبل دوب في أيدي البلغاريين. وفي أعقاب الاشتباك، وجدت قيادة الحلفاء نفسها غير قادرة على القيام بأي عمليات هجومية أخرى على قطاع دويران لأنها لم تعد تمتلك احتياطيًا كافيًا من القوى العاملة. خسرت بلغاريا ما مجموعه 518 قتيلاً و998 جريحًا و1210 أسيرًا. وبلغت الخسائر اليونانية 503 قتلى و2286 جريحًا و615 مفقودًا، بينما تكبد البريطانيون 3871 قتيلًا وجريحًا.     

### العمليات اللاحقة
في يوم 20 سبتمبر، عبرت الفرقتان الاستعماريتان الفرنسية 17 و122 مع الجيش الصربي الأول نهر كرنا. دفعت أنباء حدوث اختراق في دوبرو بول المدافعين عن دويران إلى التخلي عن مواقعهم والاندفاع للدفاع عن وطنهم، من أجل منع احتلال مستقبلي من قبل الوفاق. في يوم 21 سبتمبر، أصبح الحلفاء على علم بالانسحاب البلغاري بعد ملاحظة سلسلة من الحرائق وانفجارات مستودعات الذخيرة على المواقع البلغارية، وبدأت مطاردة من قبل الفيلق البريطاني الثاني عشر على الفور. اقترب الحرس الصربي المتقدم من كريفولاك، مما أدى إلى خلق إسفين بين الجيش البلغاري الأول والجيش الألماني الحادي عشر في محاولة لإجبار الأخير على التراجع نحو ألبانيا. توجه الجيش البلغاري الثاني نحو ممر كوستورينو متجنبًا الاشتباك المباشر مع الحلفاء.   
في الساعة 17:30 مساءً يوم 22 سبتمبر، انضمت الفرقة الإيطالية 35 بقيادة الجنرال إرنستو مومبيلي إلى الهجوم، واستولت على معقل هيل 1050 من الفرقة الألمانية 302 وأسرت 150 أسيرًا. دار القتال في كاناتلارسي وعلى طول طريق موناستير-بريليب، في تشيبيك وكالاباك وتوبولتشاني بينما واصل الحلفاء التقدم نحو بريليب. في الساعة 14:00 مساءً يوم 23 سبتمبر، أعلن الجنرال لويس فرانشيت ديسبيري أنه سيتم تعديل الخطة الأولية للعملية. أُمر الإيطاليون بضرب كيشيفوبهدف منع قوات العدو المتمركزة في موناستير من الوصول إلى مركز السكك الحديدية في أوسكوب، وكُلفت الفرقة الاستعمارية الفرنسية الحادية عشرة بدلاً من ذلك بتأمين بريليب. بعد نصف ساعة دخل الفرنسيون مدينة بريليب، وفي الشرق توجهت الأعمدة الفرنسية الصربية نحو شتيب، وفيليس، وبرود، ومن خلال سلسلة جبال بيريستيري.  
في 24 سبتمبر، أوقف المشاة البلغاريون المدعومون بالمدفعية تقدم سلاح الفرسان الإيطالي بين كروشيفو وجسر بوتشين. وفي الساعة 17:00 مساءً، أدى هجوم إيطالي صربي إلى سقوط ستيبانشي. وفي 25 سبتمبر، استولى لواء صقلية على كروشيفو والقمم المحيطة بها بعد أن عززته الفرقة الاستعمارية الفرنسية الحادية عشرة. حددت القيادة العليا للتحالف الرباعي أوسكوب كنقطة تجمع لقواتها في فاردار مقدونيا، بهدف تعزيزها لاحقًا بوحدات من ألمانيا والنمسا. احتلت الفرقتان الفرنسيتان 30 و156 بريفاليتز ودرفينيك على التوالي. وفي 25 سبتمبر، وصلت مجموعة من الفارين البلغار الذين فروا سابقًا من دوبرو بول إلى كيوستينديل، ونهبت المدينة ودفعت القيادة العليا البلغارية إلى الفرار. ثم تجمعت حشود المتمردين البلغار المنسحبين على مركز السكك الحديدية في رادومير في بلغاريا، على بعد 48 كيلومترًا (30 ميلًا) فقط من العاصمة صوفيا. في مساء يوم 26 سبتمبر، انتزع سلاح الفرسان الإيطالي غولوزنيتسا من وحدة مشاة ساكسونية، ودخل لاحقًا درينوفو حيث تلقى معلومات عن انسحاب بلغاري من فيليس. في 27 سبتمبر، سيطر قادة الاتحاد الوطني الزراعي البلغاري على هذه القوات وأعلنوا قيام الجمهورية البلغارية. هدد حوالي 4000-5000 جندي متمرد صوفيا في اليوم التالي، فيما أصبح يُعرف بتمرد رادومير.     
بعد أن استولى الجيش الصربي الثاني على شتيب سابقًا، دخل فيليس وكوتشانا وجرلينا. كانت أوسكوب محمية بواسطة حامية من ست كتائب ونصف وأربعة قطارات مدرعة وأربع بطاريات مدفعية مقسمة بين سلسلة جبال جنوب المدينة وموقع شمال بحيرة كابلان. بين 27 و28 سبتمبر، شقت الفوجين الاستعماريان الفرنسيان الأول والرابع طريقهما عبر دراتشيفو وباجاروزا، متجاوزين بنجاح أي حراس موجودين في الفجوة التي يبلغ طولها 20 كيلومترًا (12 ميلًا) بين التشكيلين البلغاريين اللذين حميا أوسكوب. في الساعة 4:00 صباحًا يوم 29 سبتمبر، وضع الجنرال الفرنسي فرانسوا ليون جونوت جامبيتا خطة للمرحلة الأخيرة من الهجوم، وهي الهجوم على أوسكوب. بدأ الهجوم بعد ساعة، واستخدم الجنود الفرنسيون الضباب الكثيف للتقدم على جبل فودنا، إلا أنهم أجبروا على إعادة تجميع صفوفهم بعد مواجهة مقاومة شديدة. أدت حركة الكماشة التي قام بها الفوج الاستعماري الأول إلى إنشاء رأس جسر عند نهر فاردار، بينما استولى الفوج الاستعماري الرابع على قرية ليسيسي. في الساعة 9:00 صباحًا، استولى السباهيون على فودنا، وحولوا انتباههم لاحقًا نحو طريق كالكانديلين. انضم الفوج الاستعماري الأول إلى السباهيين، وفتح نيران مدافعه الرشاشة على الفيلق الألماني 61 المنسحب وتسبب في سقوط العديد من الضحايا. في الساعة 11:00 صباحًا، دخل الفرنسيون أوسكوب، واحتجزوا 220 جنديًا بلغاريًا و139 جنديًا ألمانيًا، بينما استولوا أيضًا على 5 بنادق وكميات كبيرة من الذخائر. 

## العواقب

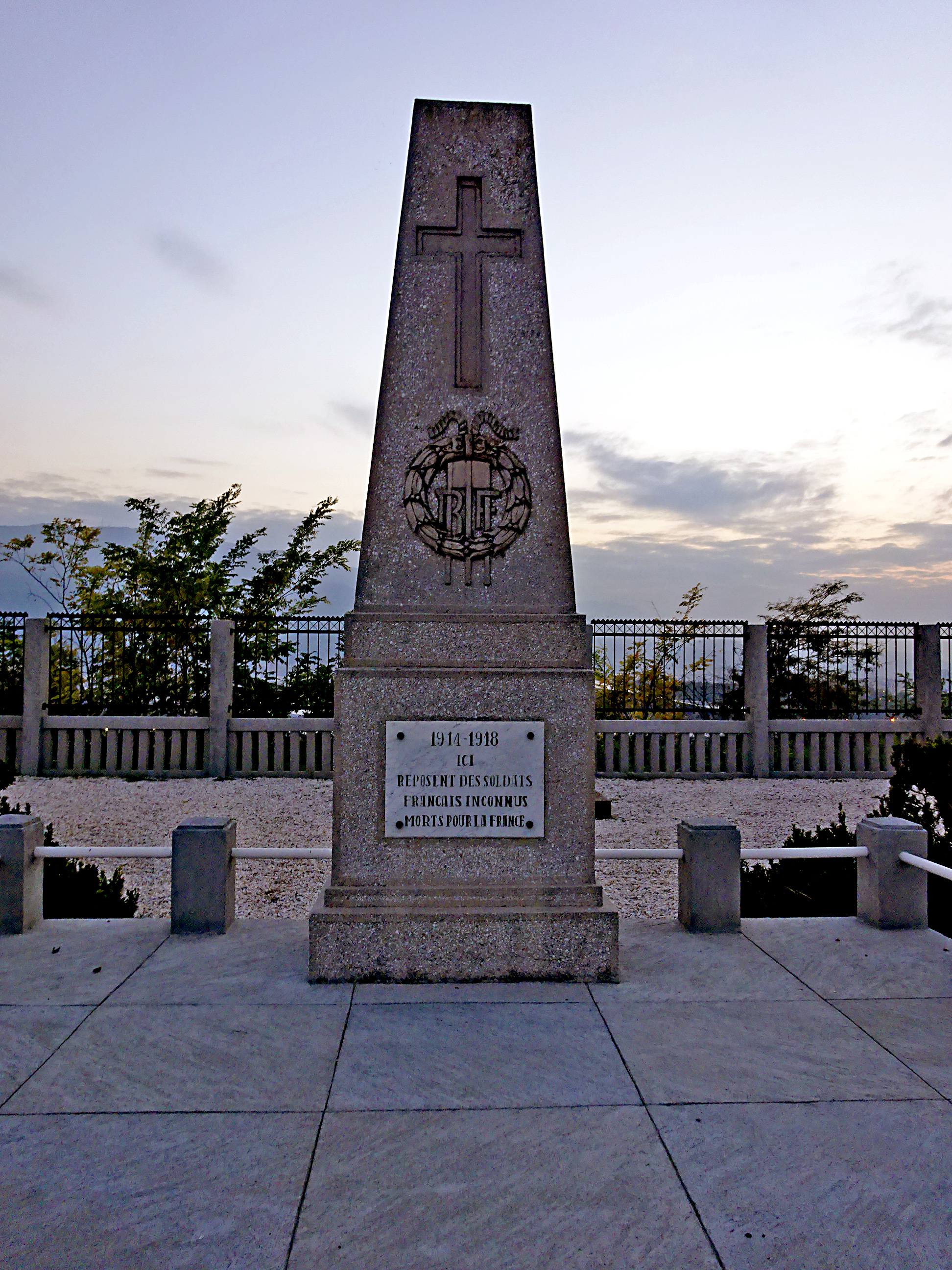
المقبرة العسكرية الفرنسية في سكوبيه

في ظل تلك الظروف الفوضوية، وصل وفد بلغاري إلى سالونيك لطلب الهدنة. في 29 سبتمبر، مُنح البلغار هدنة سالونيك من قبل الجنرال ديسبري. قلب سقوط بلغاريا التوازن الاستراتيجي والعملياتي للحرب ضد القوى المركزية. انتهت الجبهة المقدونية ظهر يوم 30 سبتمبر، عندما دخل وقف إطلاق النار حيز التنفيذ. تضمنت المعاهدة الاستسلام الكامل للجيش الألماني الحادي عشر، مما رفع العدد النهائي للأسرى الألمان والبلغاريين إلى 77,000 ومنح الحلفاء 500 قطعة مدفعية. تم إخماد تمرد رادومير، على يد القوات البلغارية، اعتبارًا من 2 أكتوبر، بينما تنازل القيصر فرديناند الأول ملك بلغاريا عن العرش وذهب إلى المنفى في اليوم التالي.   
كان أفضل وصف للتوازن الجديد هو ما قاله الإمبراطور الألماني فيلهلم الثاني في برقيته إلى القيصر البلغاري فرديناند الأول: "يا للعار! 62,000 صربي قرروا الحرب!".   في 29 سبتمبر 1918، أبلغت القيادة العليا للجيش الألماني القيصر فيلهلم الثاني والمستشار الإمبراطوري الكونت جورج فون هيرتلنج، أن الوضع العسكري الذي تواجهه ألمانيا ميؤوس منه. 
توجهت الجيوش البريطانية واليونانية شرقًا نحو الجانب الأوروبي من الإمبراطورية العثمانية، بينما واصلت القوات الفرنسية والصربية تقدمها شمالًا. اقترب الجيش البريطاني من القسطنطينية، وفي غياب قوة قادرة على وقف تقدمه، طلبت الحكومة العثمانية هدنة في 26 أكتوبر. في صربيا، واصل "فرانكي اليائس" (كما يُلقبه البريطانيون) تقدمه، واستعاد الجيش الصربي الفرنسي البلاد، متغلبًا على عدة فرق ألمانية ضعيفة حاولت صد تقدمه قرب نيش. في 3 نوفمبر، اضطرت النمسا والمجر إلى توقيع هدنة على الجبهة الإيطالية، منهيةً الحرب هناك. في 10 نوفمبر، عبر جيش ديسبري نهر الدانوب وكان على وشك دخول قلب المجر. بناءً على طلب الجنرال الفرنسي، جاء الكونت ميهالي كارولي، قائد الحكومة المجرية، إلى بلغراد ووقع هدنة أخرى. 

## ملحوظات
1. ↑  كانت الجيوش الصربية تشكيلات بحجم فيالق.[3]